# Bohdan Bartosiewicz
Bohdan Bartosiewicz, né le 21 octobre 1918, à Michałowice, en Pologne et mort le 2 décembre 2015, à Varsovie, en Pologne, est un ancien joueur et entraîneur de basket-ball polonais.

## Palmarès
- 3e du championnat d'Europe 1939